# Тахир I ибн Хусейн
Тахир ибн Хусейн ибн Мусаб (перс. طاهر بن حسين‎), получивший прозвание Зу-ль-яминейн («обладатель двух десниц») — наместник Аббасидов в Хорасане, основатель династии Тахиридов.
Тахир родился в деревне Пушанг, которая располагалась неподалёку от Герата в Хорасане в 775 или 776 году. Умер в 822 году, возможно, в результате отравления, по приказу халифа аль-Мамуна.